# Walter Jagbrant
Walter Jagbrant, född 1919 i Lista utanför Eskilstuna i Sverige, död 6 augusti 2004, var en svensk bandyspelare, bandyledare och major.
Jagbrant gjorde A-lagsdebut i bandy redan som 14-åring i Mariannelunds AIS. Han spelade sedan för Tranås AIF, IF Vesta och BK Derby.
Walter Jagbrant blev tränare och chefsinstruktör för Sveriges herrlandslag i bandy 1963 och var dess förbundskapten åren 1969-1973.
Han skrev en bok, Bandy instruktion - Instruktionsbok i bandy för ledare, instruktörer och spelare, Linköping:Svenska Bandyförbundet, 1963 och gjorde en bandyfilm ihop med Linköpingsfotografen Einar Jagerwall 1964. Var i Polen 1980 för bandyintroduktion. 